# Рта
Във ведическата религия Рта (на санскрит: ऋतं, ṛtaṃ – „това, което е правилно свързано, ред, правило; истината“) е принципът на естествения ред, който регулира и координира работата на Вселената и всичко в нея . В химните на Ведите Рта е описана като това, което в крайна сметка отговаря за правилното функциониране на природния, морален ред и реда на (само)пожертвованието. Концептуално тя е тясно свързана предписанията и наредбите, преподавани за да я поддържат, наричани Дхарма, и действията на индивида по отношение на тези наредби, наричани Карма – две понятия, които в крайна сметка засенчват „Рта“ в значението си на означаващи природния, религиозен и морален ред в по-късния етап на индуизма 